# 마등령

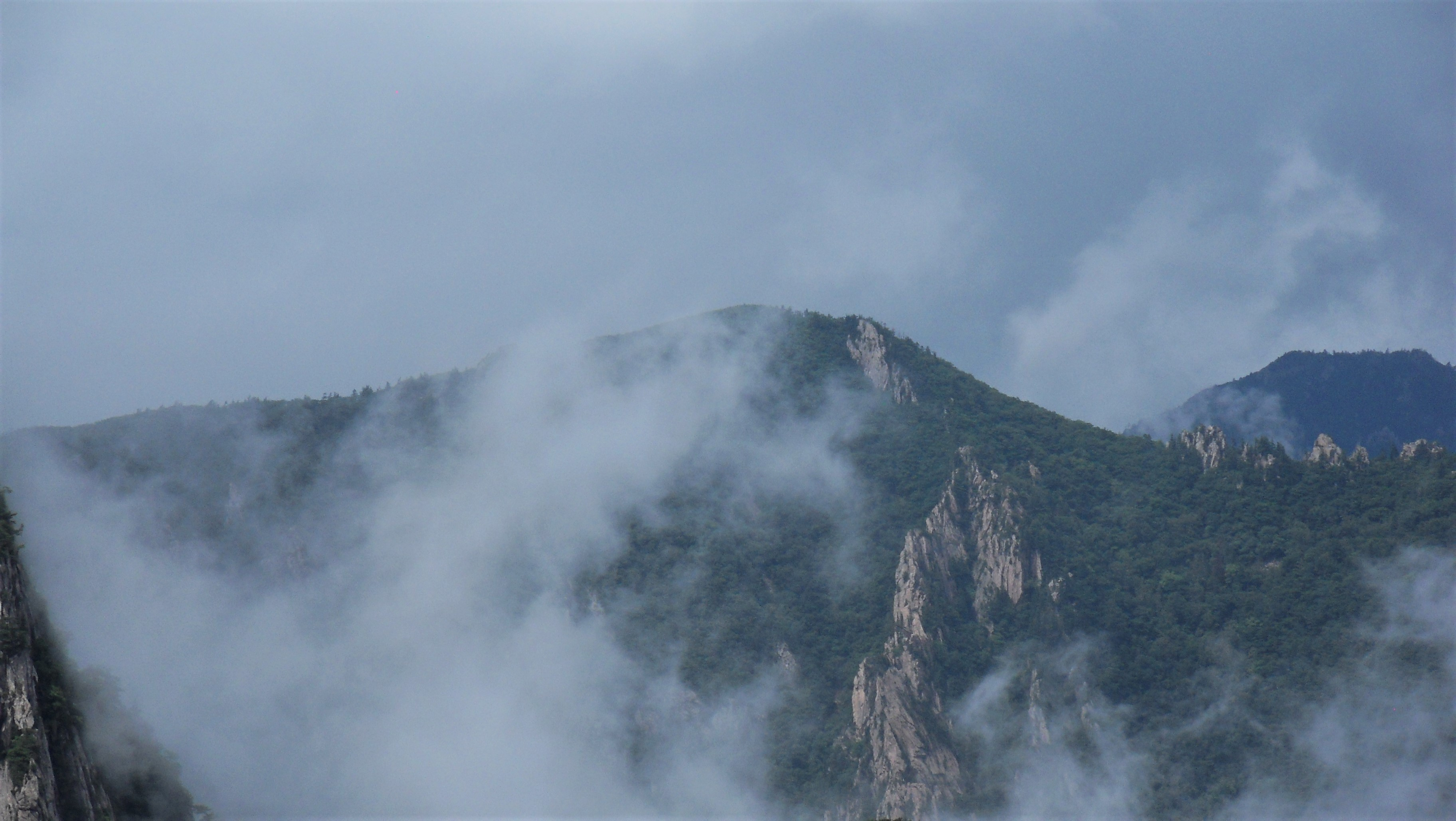
공룡능선 신선대에서 본 마등봉

마등령(馬等嶺, 1,220m)은 마치 말의 등처럼 생겼다고 하여 붙여진 이름을 가진 설악산 국립공원내에 위치한 고개로 속초시와 인제군의 경계를 이루고 있다. 북쪽의 미시령, 남쪽의 한계령과 더불어 태백산맥을 가로지르는 주요 통로였는데, 지금은 동쪽으로는 비선대와 서쪽으로는 백담계곡을 잇는 주요등산로로 이용된다. 설악산 대청봉 아래쪽의 희운각에서 시작되는 공룡능선이 끝나는 지점이기도 하다.